# Daniel Kreutzfeldt
Daniel Kreutzfeldt, né le 19 novembre 1987 à Roskilde, est un coureur cycliste danois.

## Palmarès sur piste

### Championnats du monde
- Pruszków 2009
  -  Médaillé d'argent de la course aux points

### Coupe du monde
- 2008-2009 
  - 2e de la poursuite par équipes  à Manchester
  - 3e de la poursuite par équipes à Copenhague

### Championnats du Danemark
- 2006
  -  Champion du Danemark de poursuite par équipes (avec Alex Rasmussen, Casper Jørgensen et Martin Lollesgaard)
- 2007
  -  Champion du Danemark de poursuite par équipes (avec Alex Rasmussen, Casper Jørgensen et Martin Lollesgaard)
- 2009
  -  Champion du Danemark de course aux points
  -  Champion du Danemark du scratch

## Palmarès sur route
- 2004
  - 3e du championnat du Danemark du contre-la-montre juniors
- 2008
  - 5e étape du Ringerike Grand Prix
  - 2e du championnat du Danemark du contre-la-montre espoirs
  - 3e du Chrono des Nations espoirs
- 2009
  -  Champion du Danemark du contre-la-montre par équipes
  - 3e du championnat du Danemark du contre-la-montre espoirs